# Mannstedt

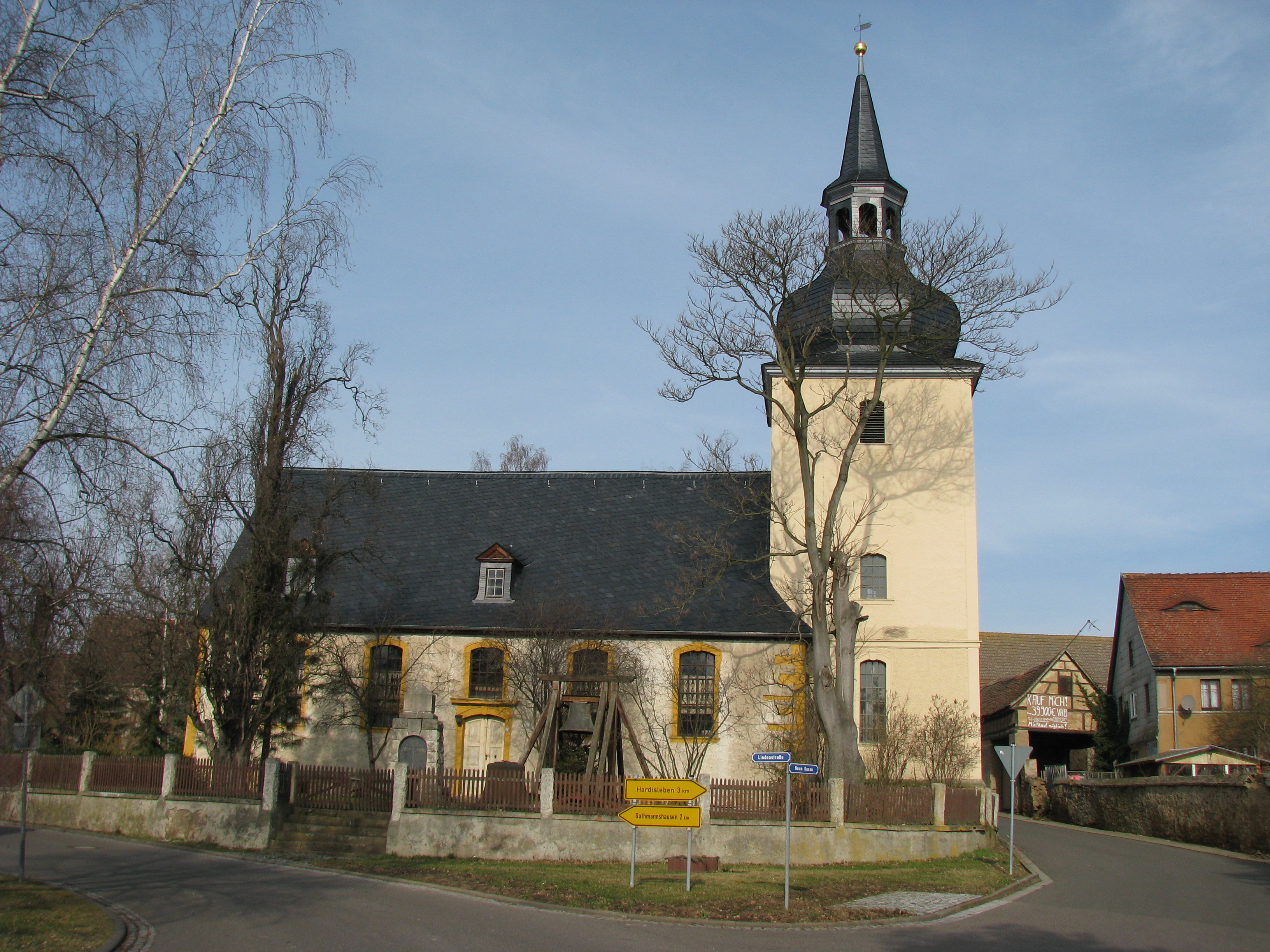
Kirche in Mannstedt

Mannstedt ist ein Ortsteil der Landgemeinde Buttstädt im Landkreis Sömmerda in Thüringen.

## Geografie
Mannstedt liegt im östlichen Teil des Thüringer Beckens zwischen Ettersberg und Finne.

## Geschichte
Erstmals wurde der Ort im Jahr 876 Mannesstat urkundlich erwähnt. Vor 1485 war Mannstedt im Besitz der Grafen von Beichlingen und Gleichen. Bei der Leipziger Teilung 1485 gelangte der Ort an das ernestinische Kurfürstentum Sachsen. Nach der Wittenberger Kapitulation 1547 blieb Mannstedt im Besitz der Ernestiner und kam bei der Erfurter Teilung 1572 zum Herzogtum Sachsen-Weimar. 1590 wurde Mannstedt dem Amt Hardisleben angegliedert, welches von 1603 bis 1672 zum Herzogtum Sachsen-Altenburg, von 1672 bis 1741 wieder zu Sachsen-Weimar und ab 1741 zum Herzogtum Sachsen-Weimar-Eisenach gehörte. Die Orte des Amts Hardisleben kamen 1817 zum Amt Buttstädt, welches 1850 im Verwaltungsbezirk Apolda des Großherzogtums Sachsen-Weimar-Eisenach aufging.
Die Kirche in Mannstedt wurde 1744/45 gebaut.
Im Jahre 1887 erhielt die Gemeinde einen Bahnanschluss nach Rastenberg, Buttelstedt, Weimar und Großrudestedt (Schmalspurbahn Weimar–Rastenberg/Großrudestedt). Die Weimar-Rastenberger Eisenbahn-Gesellschaft war Betreiber dieser Sekundärbahn mit Meterspurweite. Vier Jahre später wurde die Verbindung nach Buttstädt eröffnet, 1910 aber bereits im Zuge der Eröffnung der Regelspurstrecke Buttstädt–Rastenberg wieder eingestellt. Im Empfangsgebäude vom alten Bahnhof Mannstedt im Guthmannshäuser Weg 133 ist heute ein Kindergarten untergebracht.
Während des Zweiten Weltkrieges mussten von 1939 bis 1940/41 polnische Zwangsarbeiter in Mannstedt arbeiten. Sie waren im Oberdorf in einem leerstehenden Haus in der Langen Straße Nr. 11 einquartiert. Ab 1942 diente das Haus sowie der Gutshof als Nachtunterkunft für das Arbeitskommando 444, welches dem Stalag IX C Bad Sulza unterstand. Die dort inhaftierten Kriegsgefangenen aus Frankreich und Serbien arbeiteten in der Landwirtschaft.
Am 1. Januar 2019 wurde die Gemeinde Mannstedt mit den weiteren Gemeinden der Verwaltungsgemeinschaft Buttstädt zur Landgemeinde Buttstädt zusammengeschlossen.

### Einwohnerentwicklung
Entwicklung der Einwohnerzahl:
| - 1994: 451 - 1995: 448 - 1996: 445 - 1997: 433 - 1998: 428 - 1999: 420 | - 2000: 411 - 2001: 406 - 2002: 420 - 2003: 414 - 2004: 402 - 2005: 394 | - 2006: 394 - 2007: 386 - 2008: 384 - 2009: 394 - 2010: 397 - 2011: 367 | - 2012: 369 - 2013: 375 - 2014: 380 - 2015: 379 - 2016: 355 - 2017: 356 |

 Datenquelle: Thüringer Landesamt für Statistik

## Politik

### Gemeinderat
Der Gemeinderat aus Mannstedt setzte sich aus sechs Mitgliedern einer Wählergemeinschaft zusammen (Stand: Kommunalwahl am 27. Juni 2004).

### Bürgermeister
Der ehrenamtliche Bürgermeister Bernd Gramenz wurde am 26. Juni 2004 gewählt.

### Wappen
Das Wappen ist Blau mit silbernen Flanken und zeigt einen silbernen Mann mit schwarzem Hut und Gürtel und schwarzen Stiefeln, in der Rechten ein silberner, auf den Boden gestellter Stab, die Linke in der Hüfte gestützt; in den Flanken je eine grüne Waidpflanze.

## Persönlichkeiten
- Wolfgang Michael Mylius (1636–1712/13), Komponist